# Paul Kidby
Paul Kidby (nacido el 24 de junio de 1964 (60 años)) es un artista autodidacta. Nació en Northolt (Inglaterra  Reino Unido) y en la actualidad vive y trabaja en Fordingbridge, New Forest (Inglaterra).
Dejó la escuela a los 17 años y trabajó como artista comercial antes de convertirse en un ilustrador freelance en 1986.
Es conocido por ser el "artista de elección" del premiado escritor Sir Terry Pratchett, ha diseñado cubiertas de libros de " Mundodisco " desde 2002 (luego de la muerte del artista Josh Kirby en 2001 quien era el creador de las portadas de los libros de Mundodisco hasta ese momento) y ha ilustrado numerosas publicaciones de Mundodisco, incluyendo "The Art of Discworld" y el superventas "The Last Hero" .
Paul también ha sumado cada vez más, una reputación como escultor y sus bronces de edición limitada se encuentran en todo el mundo .
Obras de arte y bronces originales de Paul se han exhibido en Londres, París y ampliamente en todo el Reino Unido
Hoy Paul equilibra su salida entre Pratchett y sus propios proyectos y vive y trabaja en New Forest con su esposa Vanessa .
Terry Pratchett tiene la mayor colección de originales de Paul incluyendo “Science of Discworld”, “The Lancre Map”, “Great A'Tuin”, “Wyrd Sisters” y “Mr Fluffy”. 
Su arte es en muchos casos un homenaje a (o una parodia de) grandes pinturas como “la Mona Lisa” de Leonardo da Vinci, ”Night Watch” de Rembrandt, y “An Experiment on a Bird in the Air Pump”  de Joseph Wright.

## Obras
Libros de ilustraciones de Mundodisco:
- The Pratchett Portfolio 1995
- The Tourist Guide to Lancre 1998
- Gurps Discworld Roleplaying Game 1998
- The Discworld Unseen University Diary 1998
- Death's Domain Map 1999
- The Discworld Ankh Morpork City Watch Diary 1999
- Discworld Calendar 2000
- Nanny Ogg's Cookbook 2000
- The Discworld Assassins Guild Diary 2000
- The Last Hero 2001
- The Discworld Fools' Guild Diary 2001
- The Discworld Thieves Guild Diary 2002
- The Discworld (Reformed) Vampyres Diary 2003
- The Art of Discworld 2004
- The Discworld Almanac 2004
- The Discworld Post Office Diary 2007
- Lu-Tze's Yearbook of Enlightenment 2008
- L'Univers des Dragons II 2008 (contributer)
- Le Royaume Enchanté 2009
- Discworld Calendar 2012

Portadas de libros de Terry Pratchett:
- The Science of Discworld
- The Science of Discworld II
- The New Discworld Companion
- Night Watch
- The Wee Free Men (with chapter headings)
- Monstrous Regiment
- Science of Discworld III
- A Hat Full of Sky (with chapter headings)
- Going Postal
- Thud!
- Wintersmith (with chapter headings)
- Making Money
- The Folklore of Discworld (with chapter headings)
- Unseen Academicals
- I Shall Wear Midnight (with chapter headings)
- Snuff
- Dodger (with chapter headings)
- Science of Discworld IV
- Raising Steam
- Dodger's Guide to London (with chapter headings)

Otros libros de ilustraciones:
- Otto by Charlotte Haptie
- Otto and the Flying Carpet by Charlotte Haptie
- The Portable Door by Tom Holt
- In Your Dreams by Tom Holt
- Agent to the Stars by John Scalzi

Esculturas de bronce:
- Nemesis (edition of 12)
- Atlantia (edition of 12)
- Celeste (edition of 12)
- Pegasus (edition of 12)
- Obsidian (edition of 12)
- Feldspar (edition of 12)
- Twigg (edition of 12)
- Flyte (edition of 12)
- Nemesis II (edition of 12)
- Pomme (edition of 25)